# 670년대
670년대는 670년부터 679년까지를 가리킨다.